# Pachnoda savignyi
Pachnoda savignyi es una especie de escarabajo del género Pachnoda, familia Scarabaeidae. Fue descrita científicamente por Gory & Percheron en 1833.
Habita en Marruecos, Senegal, Chad, Malí y Grecia. Puede alcanzar una longitud de aproximadamente 23 a 25 milímetros (0,91 a 0,98 pulgadas).